# Třída Archimede
Třída Archimede byla třída ponorek italského královského námořnictva. Celkem byly postaveny čtyři jednotky této třídy. Ve službě byly v letech 1934–1959. Zapojily se do Španělské občanské války a druhé světové války. Jedna byla za války potopena. Jejich zahraničními uživateli bylo Španělsko a Velká Británie.

## Stavba
Třída konstrukčně navazovala na třídu Settembrini. Oproti ní měla větší dosah a silnější výzbroj (druhý hlavní kanón a větší zásobu torpéd). Celkem byly postaveny čtyři ponorky této třídy. Postavila je italská loděnice Tosi v Tarentu. Do služby byly ponorky přijaty v letech 1934–1935.
Jednotky třídy Archimede:
| Jméno                  | Založení kýlu | Spuštěna          | Vstup do služby | Poznámky |
| ---------------------- | ------------- | ----------------- | --------------- | --- |
| Archimede              | 1931          | 10. prosince 1933 | srpen 1934      | Od dubna 1937 provozována španělským nacionalistickým námořnictvem jako General Sanjurjo. Vyřazena 1959.                               |
| Galileo Ferraris       | 1931          | 11. srpna 1934    | leden 1935      | Dne 25. října 1941 východně od Madeiry poškozena letectvem během útoku na konvoj HG74 a doražena eskortním torpédoborcem HMS Lamerton. |
| Galileo Galilei        | 1931          | 19. března 1934   | říjen 1934      | Dne 19. června 1940 v Rudém moři zajata britským trawlerem Moonstone. Zařazena do služby jako cvičná ponorka HMS X2. Sešrotována 1946. |
| Evangelista Torricelli | 1931          | 27. května 1934   | prosinec 1934   | Od dubna 1937 provozována španělským nacionalistickým námořnictvem jako General Mola. Vyřazena 1959.                                   |

## Konstrukce

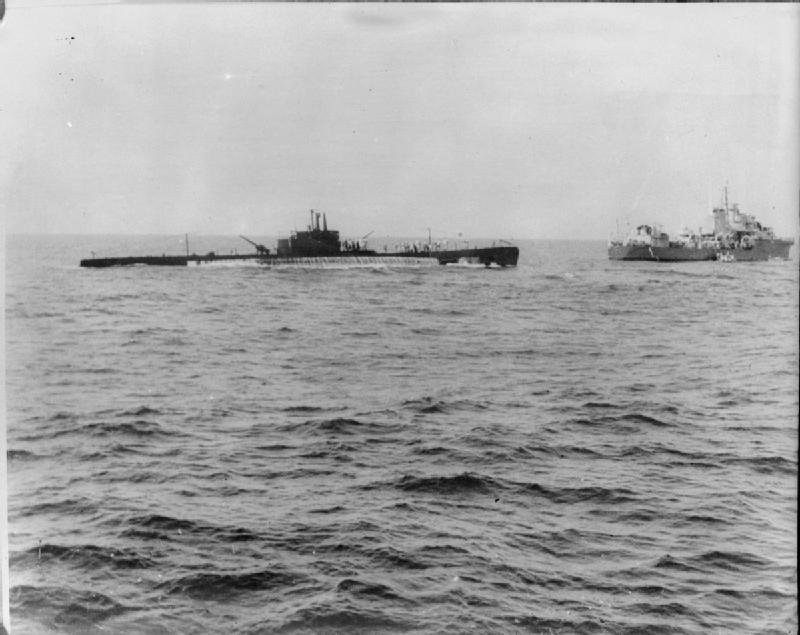
Zajetí italské ponorky Galileo Galilei britským námořnictvem. Vpravo britský torpédoborec HMS Kandahar (F28)

Hlavňovou výzbroj představovaly dva 100mm kanóny a dva 13,2mm kulomety. Dále nesly osm 533mm torpédometů (čtyři příďové a čtyři záďové) se zásobou šestnácti torpéd. Pohonný systém tvořily dva diesely Tosi o výkonu 3000 bhp a dva elektromotory Marelli o výkonu 1100 bhp, pohánějící dva lodní šrouby. Nejvyšší rychlost dosahovala 17 uzlů na hladině a 8 uzlů pod hladinou. Dosah byl 10 500 námořních mil při rychlosti osm uzlů na hladině a 105 námořních mil při rychlosti tři uzly pod hladinou. Operační hloubka ponoru dosahovala 90 metrů.

## Zahraniční uživatelé
Španělsko
- Španělské námořnictvo – Roku 1937 byly španělským nacionalistům tajně předány ponorky General Sanjurjo (ex Archimede) a General Mola (ex Evangelista Torricelli). Vyřazeny 1959.[3] Rovněž ponorky Galileo Ferraris a Galileo Galilei od října 1937 do ledna 1938 operovaly pod vlajkou španělských nacionalistů, po celou dobu však měly italské posádky a operovaly pod italským velením.[3][2]

 Spojené království
- Britské královské námořnictvo – Roku 1940 zajatá ponorka Galileo Galilei byla do roku 1946 využívána jako cvičná ponorka HMS X2.[1]